# Sun Tzu
Sun Tzu (ook wel Sunzi genoemd) (Huimin, ca. 544 v.Chr. – ?, ca. 496 v.Chr.) was generaal en militair strateeg van het Chinese koninkrijk Wu ten tijde van de Periode van Lente en Herfst (771 - 476 v.Chr.). Hij wordt traditioneel beschouwd als de schrijver van het boek De kunst van het oorlogvoeren.

## Levensloop
Sun Tzu werd geboren met de naam Sun Wu maar stond ook bekend als Changqing. Volgens de Chinese geschiedschrijver Sima Qian was hij geboren in Wu en diende hij als generaal aan het hof van Koning Helü. "Tzu" ("Zi") is een eretitel, vaak vertaald als "Meester". Als generaal droeg hij de naam Sun Tzu, dat dus Meester Sun betekent.

### Training van haremvrouwen
Het Koninkrijk Wu werd bedreigd door het aangrenzende en veel sterkere Chu. Om deze dreiging het hoofd te bieden vroeg de koning Sun Tzu om advies. Sun Tzu stelde dat hij elk persoon kon trainen tot een superieur krijger en dat hij met het leger van Wu in staat was het tien keer grotere leger van Chu te verslaan. Volgens een legende zou Sun Tzu daarna zijn militaire zienswijze op duidelijke wijze laten blijken.
Koning Helü besloot hem namelijk eerst een test te geven en vroeg hem of hij de 180 haremvrouwen kon trainen tot gedisciplineerde strijders. Dit leek een onmogelijke opdracht, aangezien deze vrouwen verwend waren en geen weet hadden van de wereld buiten het paleis. Toch nam Sun Tzu de uitdaging aan. Hij stelde de twee door de koning meest geliefde dames aan als officieren. Hij gaf hen de opdracht om, wanneer de trommels te horen zijn, de rest van de vrouwen een aantal basisbewegingen te laten uitvoeren. Toen de trommels klonken, moesten de vrouwen eigenlijk alleen maar lachen. Hij gaf de opdracht een tweede maal, deze keer zeker wetend dat hij duidelijk was, maar wederom werd er gelachen. Sun Tzu zei hen toen dat het de schuld van de generaal is wanneer een opdracht niet begrepen wordt, maar wanneer de opdracht duidelijk is geweest en deze niet wordt uitgevoerd, dit te wijten is aan de officieren. Tot grote schrik van de vrouwen onthoofdde hij de twee officieren ter plekke. Hierna wees hij twee nieuwe officieren aan en werden de opdrachten vlekkeloos uitgevoerd. De koning was overtuigd en Sun Tzu werd opperbevelhebber van de 30.000 soldaten van Wu.

### De oorlog met Chu

Kaart van China ten tijde van de vijfde eeuw v. Chr.

Na een periode van training deed Sun Tzu een onverwachte zet. In plaats van een aanval van Chu af te wachten, viel hij Chu zelf binnen en wist daarmee zijn tegenstander, generaal Nang Wa, volkomen te verrassen. Omdat hij een kleiner leger had, vermeed hij een directe confrontatie, maar liet hij verrassingsaanvallen uitvoeren op de kleinere en zwakkere legereenheden van Chu. Met deze guerrillatactiek wist hij niet alleen de soldaten en leiders van Chu te demotiveren, hij joeg hun land ook op kosten en sommige bondgenoten van Chu liepen over naar Wu. Daarnaast kreeg hij inzicht in de manier waarop het leger van Chu reageerde en kreeg zo een beeld van hoe Nang Wa dacht. Later zouden dit basisprincipes in zijn boek worden. Sun Tzu stelde dat de strijdplekken gekozen moeten worden waar er voordeel is en men de reacties van de tegenstander zo goed mogelijk moet leren voorspellen. Nang Wa koos ervoor Sun Tzu voor een dilemma te stellen. Hij stuurde een groot deel van zijn leger op pad om de kleinere staat Cai te veroveren. Cai was lange tijd een bondgenoot van Chu, maar was overgelopen naar Wu. De koning van Cai stuurde een hulpverzoek naar Sun Tzu. Dit plaatste Sun Tzu voor een dilemma. Als hij Cai te hulp kwam zou hij verslagen worden door het sterkere leger van Nang Wa. Als hij niets zou doen zou Cai veroverd worden en zouden zijn bondgenoten zich van hem afkeren. Sun Tzu kwam wederom met een list. Hij lokte Nang Wa weg van Cai door een klein legeronderdeel op hem af te sturen. Dit legeronderdeel werd omsingeld, maar doordat ze geen andere keus hadden dan te vechten voor hun leven, veranderden ze in ijzersterke krijgers. Ook dit zou een onderdeel van zijn filosofie worden: een soldaat die moet kiezen tussen sterven of vechten zal alles doen om te overleven en kan zo tot formidabele prestaties komen. Sun Tzu stuurde het grootste deel van zijn leger naar de Ying, de hoofdstad van Chu. Dit bleek een belangrijke zet. Mogelijk was Sun Tzu niet in staat Ying in te nemen, maar Nang Wa wilde niet dat de eer voor het verdedigen van de hoofdstad naar een andere generaal zou gaan en kwam hem achterna. Nang Wa werd in een val gelokt door Sun Tzu en zijn reeds gedemotiveerde en ongedisciplineerde soldaten werden voor een groot deel gedood. Hiermee versloeg Sun Tzu het leger van Chu definitief en daarmee was de oorlog gewonnen.
Na de oorlog verdween Sun Tzu en hij zou later zijn boek schrijven. Het is niet duidelijk waarom Sun Tzu ervoor gekozen heeft om zich terug te trekken. Mogelijk verloor hij het vertrouwen in zijn eigen koning of keerde hij zich af van het hof, waar zich interne machtsstrijden begonnen af te tekenen nu de externe vijand was verslagen.

## Nalatenschap

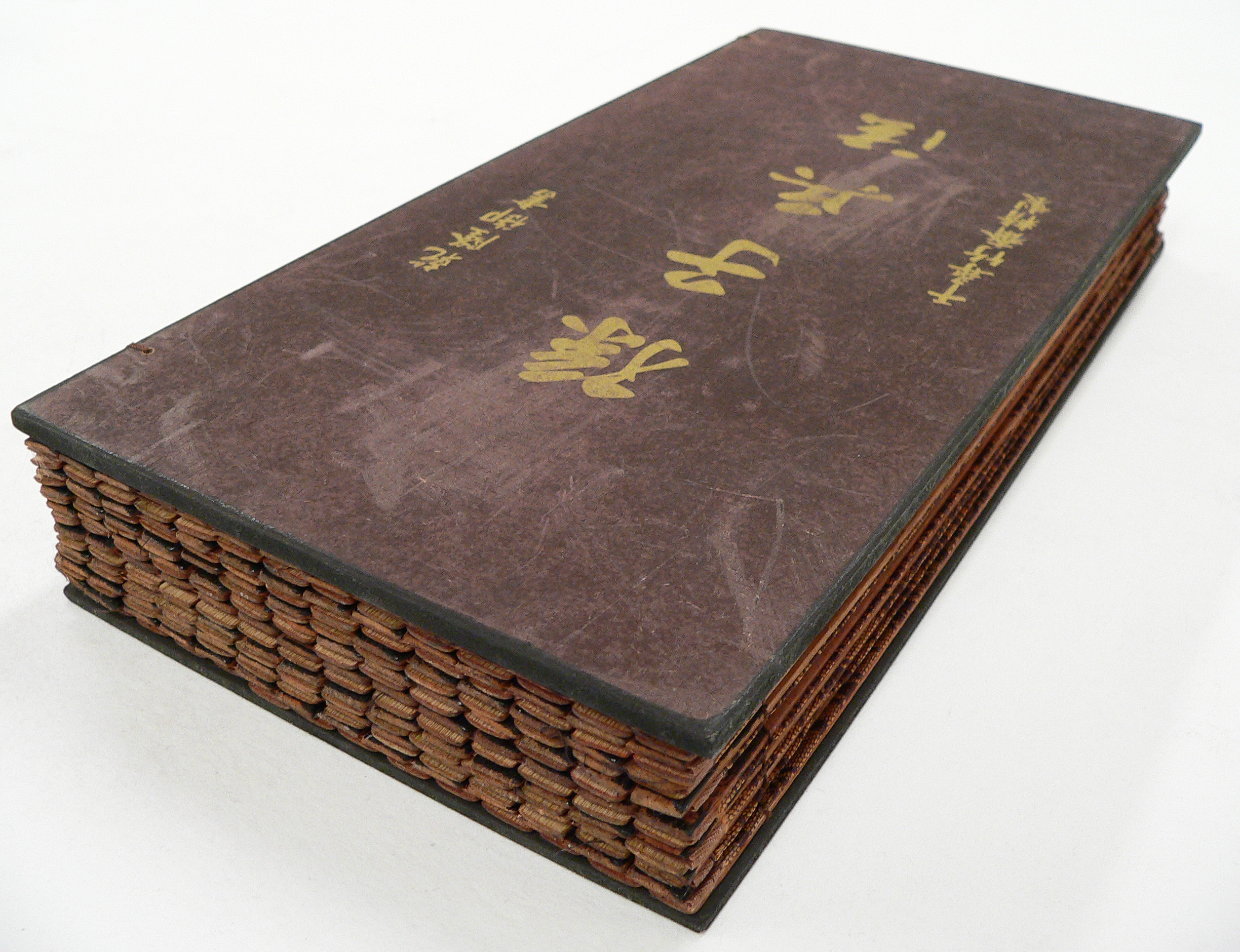
Een traditionele bamboeversie van De kunst van het oorlogvoeren

Er zijn twijfels of Sun Tzu überhaupt wel geleefd heeft of dat hij gebaseerd is op Sun Bin. Ook is het boek De kunst van het oorlogvoeren mogelijk een samenvoeging van verschillende oorlogsstrategieën van verschillende generaals uit verschillende vorstendommen. Het boek zou grote invloed hebben op de gebruikte strategieën in de latere Periode van de Strijdende Staten (481 - 403). Lange tijd zou het boek geheim blijven buiten de hoven van de verschillende Chinese vorstendommen, maar later dook het op in Japan. De daimyo Takeda Shingen (1521 - 1573) zou naar verluidt onverslaanbaar zijn geworden door het volgen van de principes van Sun Tzu en een van de machtigste mannen van het land worden om vervolgens zijn eigen strategie genaamd Furinkazan te schrijven. In 1772 zou de Franse missionaris Jean Joseph Marie Amiot het boek in het Frans vertalen. Het werd een standaardwerk dat door alle grote strategen bestudeerd zou worden en zo ook in de westerse wereld een belangrijke rol zou spelen. Sun Tzu wordt daarom beschouwd als de grondlegger van het concept “strategische ambiguïteit”. 
Tegenwoordig zijn er speciale uitgaven gericht op managers en advocaten.